# 阿部忠吉
阿部 忠吉（あべ ただよし）は、戦国時代の武将。徳川家の家臣。江戸幕府旗本、大番頭を務めた。江戸幕府老中・阿部忠秋の父。

## 生涯
元亀元年（1570年）、徳川家家臣・阿部正勝の子として誕生した。
天正14年（1586年）、父・正勝と親交のあった徳川家臣の大須賀康高の申し出により、その婿となって康高の所領である遠江国横須賀城に居した。天正18年（1590年）、豊臣家による小田原征伐では康高の部将として出陣し、首級2を挙げるという軍功を立てたが、後に鉄砲傷を負っている。
慶長4年（1599年）、1500石を受けて御徒頭となる。慶長19年（1614年）から起きた大坂の陣には2回ともに従軍し、特に夏の陣では岡山表で小幡景憲とともに敵陣を打ち破る軍功を挙げた。元和2年（1616年）、徳川家康が死去すると江戸に出て徳川秀忠に仕え、翌年の家康日光山改葬の際には奉行を務めた。その後、加増を受けて5000石となり、大番頭となった。
元和10年（1624年）、死去。